# Línguas semíticas

Mapa mostrando a distribuição de falantes de línguas semíticas (laranja) e outras línguas afro-asiáticas hoje

As línguas semíticas são a família mais ao nordeste das línguas afro-asiáticas As línguas semíticas mais comuns faladas hoje são o árabe, o maltês, o hebraico, o amárico, o aramaico e o tigrínia.
Destaca-se que a relação entre tais línguas é semelhante àquela existente entre as línguas românicas, como o espanhol, o francês, o italiano, o português e o provençal, de modo que, assim como estas derivam do latim (língua-mãe), as línguas semíticas provêm de uma língua original comum. Acerca do seu nível de preservação com o avanço dos milênios, o orientalista e professor de árabe da Universidade Cambridge de origem judaica William Wright (1830–1889) acreditava que, apesar de em alguns pontos as línguas semíticas do norte, particularmente o hebraico, trazerem uma forte lembrança da língua-mãe, os dialetos semíticos do sul, o etíope e o árabe principalmente, preservaram um maior grau de semelhança com a língua semítica original.
O termo "semítica" para essas línguas é etimologicamente errado de algumas formas, mas é o termo padrão em linguística.
A classificação dada abaixo é provavelmente a mais difundida — segundo Robert Hetzron — mas é ainda hoje discutida; em particular, muitos semitistas ainda discutem a perspectiva tradicional do árabe como parte das línguas Semíticas do Sul, e alguns (p.ex. Alexander Militarev) veem as Línguas Árabes do Sul como um terceiro ramo das semíticas juntamente com as Semíticas Orientais e Ocidentais, ao invés de um subgrupo das Semíticas do Sul.

## Línguas semíticas orientais
- Acádia – extinta

Controversa (ou Semítica Oriental ou Semítica Noroestina): Língua eblaíta – extinta

## Línguas semíticas ocidentais

### Línguas semíticas do centro
- Árabe
- Maltês

#### Línguas semíticas do noroeste
- Línguas cananitas (veja também línguas hebraicas)
  - Língua amonita – extinta
  - Língua moabita – extinta
  - Língua edomita – extinta
  - Língua hebraica bíblica – tem línguas descendentes vivas
  - Línguas fenícias (incluindo o antigo púnico) – extinta
- Aramaico
  - Siríaco
  - Língua mandaica
- Ugarítico – extinta
- Língua amorita – extinta (sua existência é comprovada somente a partir de nomes próprios transcritos em acadiano; pode de fato ser a língua-mãe do semítico do noroeste, ou mesmo predatar o desmembramento do semítico central)

### Línguas semíticas meridionais

#### Ocidentais
- Línguas etiópicas
  - do Norte
    - Língua tigrínia
    - Língua tigré
    - Língua ge'ez

  - do Sul
    - Transversais
      - Língua amárica
      - Língua argobba
      - Língua harari
      - Línguas gurage orientais
        - Língua selti
        - Língua wolane
        - Língua zway
        - Língua ulbare
        - Língua inneqor

    - Exteriores
      - Língua soddo
      - Língua goggot
      - Língua muher
      - Línguas gurage ocidentais
        - Língua masqana
        - Língua ezha
        - Língua gura
        - Língua gyeto
        - Língua ennemora
        - Língua endegena
- Árabe do sul antigo – Fonética semelhante ao árabe
  - Língua sabaeana
  - Língua minaeana
  - Língua qatabaniana
  - Língua hadramáutica

#### Orientais
- Língua socotri
- Língua mehri
- Língua jibbali
- Língua harsusi
- Língua bathari
- Língua hobyot

## Características comuns
Todas essas línguas exibem o padrão de palavras formadas com raízes de três consoantes, com mudanças vocálicas, prefixos e sufixos usados para flexioná-las. Por exemplo, em hebraico:
gdl significa "grande" mas não é nenhuma palavra, apenas uma raiz
gadol significa "grande" e é um adjetivo, na forma masculina
gdola significa "grande" (adjetivo, forma feminina)
giddel significa "ele fez crescer" (verbo transitivo)
gadal significa "ele cresceu" (verbo intransitivo)
higdil significa "ele amplificou" (verbo transitivo)
magdelet significa "amplificador" (lente)
spr é a raiz para "contar" ou "recontar"
sefer significa "livro" (contendo contos que são recontados)
sofer significa "escriba" (os escribas masoréticos contavam versos)
mispar significa "número".
Muitas raízes são compartilhadas por mais de uma língua semítica. Por exemplo, a raiz ktb, uma raiz significando escrita, existe em hebraico e árabe ("ele escreveu" e katav em hebraico e kataba em árabe clássico).
A lista seguinte oferece algumas palavras equivalentes em línguas semíticas:
| Acadiano | Aramaico | Árabe | Hebraico | Português |
| zikaru   | dikrā    | ḏakar | zåḵår    | Macho     |
| maliku   | malkā    | malik | mĕlĕḵ    | Rei       |
| imêru    | ḥamarā   | ḥimār | ḥămōr    | Burro     |
| erṣetu   | ʔarʿā    | ʔarḍ  | ʔĕrĕṣ    | Terra     |

Algumas vezes determinadas raízes diferem em significado de uma para outra língua semítica. Por exemplo, a raiz b-y-ḍ em árabe tem o significado de "branco" e de "ovo", enquanto que
em hebraico significa apenas "ovo". A raiz l-b-n significa "leite" em árabe, mas a cor "branca" em hebraico.
É claro, algumas vezes não há nenhuma relação entre as raízes. Por exemplo, "conhecimento" é representado em hebraico pela raiz y-d-ʿ mas em árabe pelas raízes ʿ-r-f e ʿ-l-m.
Outras línguas afro-asiáticas mostram padrão semelhante, mas mais freqüentemente com raízes biconsonantais; v.g., em língua cabila afeg significa "voe!", enquanto affug significa "voo", e yufeg significa "ele voou".